# Ljubomir Mihajlović
Ljubomir Mihajlović (Belgrado, 4 settembre 1943) è un ex calciatore jugoslavo, di ruolo difensore.

## Palmarès

### Club

#### Competizioni nazionali
- Campionato jugoslavo: 2

Partizan: 1962-1963, 1964-1965
- Coppa di Francia: 1

O. Lione: 1972-1973
- Supercoppa francese: 1

O. Lione: 1973